# Erich von Kahler
Erich von Kahler, také jako Erich Kahler (14. října 1885, Praha - 28. června 1970, Princeton, New Jersey) byl česko-německý spisovatel, kulturní filozof a sociolog židovského původu z Prahy. Historická sociologie a kulturní sociologie tvoří metodologický základ jeho hlavního díla.

## Život
Kahlerové, židovská rodina z Prahy, která si poněmčila příjmení z Kohn, se v roce 1900 přestěhovala z Prahy do Vídně. Zde byl roku 1914 Erichův otec, coby úspěšný průmyslník císařem Františkem Josefem I. povýšen do šlechtického stavu.
Erichův bratranec Eugen von Kahler byl expresionistický malíř a básník, který však zemřel jako mladý.
Ve Vídni Erich v roce 1903 vystudoval humanistické Skotské gymnázium. Již jako mladík vydával básnické sbírky. Poté studoval historii a filozofii v Berlíně, Heidelbergu, Mnichově a Vídni, kde v roce 1911 získal doktorát. V témže roce se oženil s Josefine Sóbotkovou (1889–1959).
Od roku 1912 žil bohatý Kahler jako soukromý učenec ve Wolfratshausenu u Mnichova, patřil k literární skupině George-Kreis a byl v pravidelném kontaktu s Friedrichem Gundolfem a Maxem Weberem.
S Thomasem Mannem se seznámil roku 1919 a přátelil se s ním od doby, kdy byli spolu v Princetonu. Mann se o von Kahlerovi pravidelně zmiňoval ve svých denících, vyměňovali si dopisy až do Mannovy smrti v roce 1955 a naopak, von Kahler publikoval mnoho článků o Mannově činnosti.
V eseji u příležitosti von Kahlerových 60. narozenin v roce 1945 ho Thomas Mann nazval „jedním z nejchytřejších, nejkvalitnějších a nejbohatších mozků současnosti, jedním z nejlaskavějších, nejuvědomělejších srdcí nejochotnějších pomáhat, která dnes bijí. 
Po převzetí moci nacisty v Německu roku 1933 se von Kahler z návštěvy Rakouska do Německa nevrátil a 22. ledna 1934 byl zbaven občanství. Postupně emigroval přes Československo (Praha) a Švýcarsko (Curych, 1935-38) do USA. Žil v Princetonu v New Jersey až do své smrti.
Kahler nezdůrazňoval svůj šlechtický titul a publikoval jako Erich Kahler. V USA učil historii a filozofii historie na newyorské New School for Social Research a na Black Mountain College v Severní Karolíně.
V roce 1947 získal profesuru německé literatury na Cornellově univerzitě v Ithace. Hostující profesura ho zavedla také do Anglie na Manchesterskou univerzitu, na Ohijskou státní univerzitu a Princetonskou univerzitu, kde přednášel kulturní sociologii na Institute for Advanced Study.
V době světové války ve svém americkém domě hostil emigrantského básníka Hermanna Brocha.
Do Německa se Kahler mohl vrátit až po válce. Přijal několik učitelských míst ve Spolkové republice. Od roku 1957 byl členem Německé akademie pro jazyk a poezii.

## Spisy (výběr)
- Der vorige, der heutige und der künftige Feind. Weiss, Heidelberg 1914.
- Weltgesicht und Politik. Weiss, Heidelberg 1916.
- Das Geschlecht Habsburg. Der Neue Merkur, München 1919.
- Der Beruf der Wissenschaft. Bondi, Berlin 1920.
- Israel unter den Völkern. Humanitas-Verlag, Zürich 1936.
- Der deutsche Charakter in der Geschichte Europas. Europa-Verlag, Zürich 1937.
- Man the Measure. A New Approach to History. Pantheon Books, New York 1943.
- mit Albert Einstein: The Arabs in Palestine. Christian Council on Palestine and American Palestine Committee, 1944.
- Die Verantwortung des Geistes. Gesammelte Aufsätze. S. Fischer, Frankfurt am Main 1952.
- Die Philosophie von Hermann Broch. Mohr (Siebeck), Tübingen 1962.
- The Orbit of Thomas Mann. Princeton University Press, Princeton 1969.
- Untergang und Übergang. Essays. Deutscher Taschenbuch-Verlag, München 1970.
- Judentum und Judenhass: Drei Essays. ÖBV-Publikumsverlag, Wien 1991, ISBN 3-215-07706-X.